# Jack Frusciante è uscito dal gruppo
Jack Frusciante è uscito dal gruppo. Una maestosa storia d'amore e di «rock parrocchiale» è il primo romanzo scritto da Enrico Brizzi, pubblicato nel 1994 da Transeuropa Edizioni. Si inserisce nel filone dei romanzi generazionali sviluppato da autori postmoderni tra gli anni Ottanta e Novanta.

## Storia editoriale
Enrico Brizzi viene scoperto da Massimo Canalini di Transeuropa, dopo aver ricevuto da questi un suo manoscritto che ricalcava quasi del tutto la trama del film Blade Runner; incuriositosi, lo incontra dissuadendolo dal continuare a scrivere storie di quel genere e indirizzandolo piuttosto verso letture tipicamente generazionali, tra cui Pier Vittorio Tondelli e le antologie di scrittori Under 25 da lui curate. Brizzi trascorre delle giornate nella redazione di Transeuropa compiendo un lavoro collettivo di revisione del testo insieme a Canalini e ad altri aspiranti scrittori.
Il libro è stato pubblicato nell'agosto del 1994 con una prima tiratura di trecento copie, arrivando a venderne oltre 50 000 sotto Transeuropa e diventando il bestseller della casa editrice: il libro vende 27 500 copie solo nei primi cinque mesi. Sulla prima di copertina dell'edizione originale il libro è presentato da Silvia Ballestra, che lo descrive come «un piccolo affresco "italiano" sul passaggio dall'adolescenza all'età adulta».
Il libro ricevette popolarità dopo che Umberto Eco ne parlò nella sua rubrica La bustina di minerva su L'Espresso.
Nel 1995 è stato finalista al Premio Campiello e vincitore del Premio Bergamo. A partire da quell'anno i diritti di pubblicazione passano alla Baldini&Castoldi, che pubblica il libro nella collana Romanzi e racconti con una tiratura iniziale di 12 000 copie; l'anno successivo Mondadori lo inserisce tra i Miti e il libro vince il Premio Fregene (sezione Narrativa giovani, Opera prima). Il libro ha venduto oltre un milione e duecentomila copie ed è stato tradotto all'estero in ventiquattro paesi.
Ad agosto 2024, in occasione del trentennale del romanzo d'esordio, ha inizio il tour nazionale del reading musicato di Jack Frusciante è uscito dal gruppo, poi uscito in formato CD per To Lose La Track il 7 settembre. 
Il 17 settembre 2024 esce Due, seguito della storia di Jack Frusciante.

## Paratesto

### Il titolo
Il titolo si riferisce a un fatto realmente accaduto nel 1992: John Frusciante, l'allora chitarrista dei Red Hot Chili Peppers, lascia inaspettatamente il gruppo, durante una tournée all'apice della popolarità. L'episodio è oggetto di una breve riflessione da parte del protagonista e l'uscire dal gruppo diventa simbolo dell'uscita dalla consuetudine, dagli schemi sociali. Il nome di Frusciante fu poi cambiato da John in Jack per non incorrere in possibili problemi per questioni di diritti d'autore. Peraltro John Frusciante, parlando del romanzo durante un'intervista, si disse meravigliato delle poche righe a lui dedicate all'interno del libro, pensando invece che si trattasse di una sua biografia.

### La dedica
La dedica è per "Andrea P. e T., che hanno disegnato e scritto", acronimi del disegnatore e fumettista Andrea Pazienza e dello scrittore Pier Vittorio Tondelli, due protagonisti della cultura bolognese ed emiliana del decennio precedente.

## Trama
In una Bologna degli inizi anni Novanta il diciassettenne Alex, che era sempre stato un ragazzo coscienzioso e diligente, sia a scuola che in famiglia, col tempo inizia a comportarsi in maniera "anarchica", diversa rispetto al contesto sociale in cui è inserito: l'istituto Caimani (storpiatura del Liceo Galvani), liceo classico "bene" che frequenta e la famiglia imborghesita.
Nel mezzo di questo turbolento passaggio dalla tardoadolescenza all'età adulta, nella sua vita compare Aidi, una compagna di scuola più piccola di un anno di lui. Alex si innamora della ragazza, che è capace di vedere attraverso la corazza di indifferenza e strafottenza che lui stesso ha innalzato tra sé e il resto del mondo. Aidi però, nonostante il suo interesse per Alex, continua a bloccare le speranze di lui di mettersi insieme: ha infatti intrapreso un progetto di scambio culturale che la porterà, alla fine dell'anno scolastico, a trasferirsi per un anno negli Stati Uniti. Questo sembra, almeno all'inizio, frenare la ragazza nel manifestare i suoi sentimenti. Dopo un iniziale fraintendimento, dovuto all'irruenza di Alex che abbraccia con molto entusiasmo questo nuovo sentimento, il loro rapporto si assesta su un'intensa amicizia, venata di amore platonico, non privo di tormenti da entrambe le parti: Alex vorrebbe che diventasse a tutti gli effetti un rapporto di coppia, mentre Aidi, trattenuta dallo spettro della partenza che si avvicina, mira soprattutto a non causare sofferenze a sé e all'amico. Aidi diventa il più grande punto di riferimento di Alex e lo accompagna nel suo cammino di crescita e maturità.
La loro storia, piena di citazioni musicali, cinematografiche e letterarie, ha sullo sfondo le tipiche vicende di un adolescente: ad accompagnare la quotidianità di Alex ci sono gli amici con cui condivide le giornate in classe e le fughe da scuola, le prove con la band, gli incontri in parrocchia e a messa, le serate insieme.
Un amico in particolare si differenzia dagli altri: il facoltoso Martino, con cui Alex condivide serate spesso piene di alcool. Una sera viene beccato dalla polizia con delle dosi di sostanze stupefacenti e durante uno sfogo con Alex manifesta la sua insoddisfazione per la sua condizione esistenziale. Qualche giorno dopo Martino si toglie la vita e spiega il perché del gesto con una lettera indirizzata all'amico: non reggendo più il mondo che lo circonda decide di tirarsene fuori "facendo un salto fuori dal cerchio" che la società gli ha disegnato intorno. Martino ha scelto il modo più estremo per andare controcorrente, ma Alex è convinto che si possa abbandonare il conformismo pur rimanendo in vita, ribadendo l'essenzialità di far prevalere la propria volontà e la propria personalità.
Arriva giugno e per Aidi è il momento di partire: si compie ciò che da mesi la coppia sapeva sarebbe accaduto. Dopo una festa di addio per la ragazza i due tristemente si salutano.

## Personaggi
Alex D. (il vecchio Alex)Il protagonista del romanzo. Alex è un diciassettenne bolognese appartenente alla media borghesia, un "tardoadolescente" che frequenta il secondo anno di liceo classico (quarta superiore), ascolta musica rock e punk, è bassista in una band. È un personaggio controcorrente, stufo dell'ipocrisia degli adulti – in particolare dei professori – e politicamente manifesta simpatie per la sinistra anarchica.
Adelaide (Aidi)Più giovane di Alex, frequenta lo stesso liceo ed è la ragazza di cui Alex si innamora. Dolce e gentile, ha un fratello più piccolo (Federico), una sorella più grande (Chiara) e vive con la madre perché i genitori sono separati. Guida una Vespa bianca ed è siciliana.
MartinoFrequenta lo stesso liceo di Alex e dei suoi amici, ma è ripetente e si discosta dal loro modo di essere e di pensare. Figlio di divorziati, decisamente benestante, è spesso lasciato alla mercé di se stesso. Assume disinvoltamente droghe leggere, spende con leggerezza, frequenta ragazze facili e discoteche alla moda.
Depression Tony, Rocco Rinaldi, Hoge, Leo Chernobyl, Helios Nardini, OscarI compagni di scuola e di parrocchia di Alex; con alcuni di essi Alex suona in un gruppo musicale.
Il Cancelliere e la Mutter (Fran)Il padre e la madre di Alex. Sono raffigurati come i tipici genitori che soffocano il figlio adolescente: la loro autorità viene messa in discussione da Alex.

## Riferimenti culturali
Il romanzo è pieno di citazioni e allusioni, più o meno esplicite, a prodotti culturali – sia italiani che stranieri – spesso appartenenti alle nuove generazioni. Questi riferimenti fanno interagire i piani dei media letterari, musicali e televisivo-cinematografici, secondo un procedimento tipico del postmodernismo che punta a mescolare la cultura alta con quella popolare.

### Letteratura
Tra gli italiani vengono citati Pier Vittorio Tondelli, Andrea De Carlo e le sue opere Treno di panna e Due di due; vengono fatti riferimenti a Gianni D'Elia e il suo poema in prosa 1977, a Giacomo Leopardi con Il sabato del villaggio e La sera del dì di festa, ai Promessi sposi di Alessandro Manzoni, a Oi lassa ‘namorata di Odo delle Colonne e a Meri per sempre di Aurelio Grimaldi.
Tra gli stranieri compaiono Il piccolo principe di Antoine de Saint-Exupéry, Il giovane Holden di J. D. Salinger, Sulla strada di Jack Kerouac, Un'arancia a orologeria di Anthony Burgess, Il gabbiano Jonathan Livingston e Nessun luogo è lontano di Richard Bach. Inoltre vengono citati Confessioni del cavaliere d'industria Felix Krull di Thomas Mann, Il ritratto di Dorian Gray di Oscar Wilde, I quarantanove racconti di Ernest Hemingway, l'Antologia di Spoon River di Edgar Lee Masters, il Faust di Johann Wolfgang Goethe; inoltre Umano, troppo umano di Friedrich Nietzsche, Il Capitale di Karl Marx, Diario in Bolivia di Che Guevara e Filosofi e filosofie nella storia di Nicola Abbagnano e Giovanni Fornero.
Tra i classici ci sono l'Eneide di Virgilio e l'Anabasi di Senofonte. Vengono citati anche due fumettisti: Andrea Pazienza (anche con un riferimento al personaggio da lui creato Zanardi) e Hugo Pratt con Corto Maltese.
Infine sono menzionati Charles Baudelaire, e.e. cummings, Stephen King, Pietro Bembo, Baldassarre Castiglione, Vittorio Alfieri, Cecco Angiolieri, Esiodo, Catullo, Richard Scarry, Aristotele, Plotino, Baruch Spinoza, i lirici greci, il marinismo, i decadentisti e i futuristi.

### Musica
Nel romanzo vengono citati molti gruppi musicali sia italiani che stranieri, che forniscono una sorta di colonna sonora in diversi episodi del libro.
I Red Hot Chili Peppers sono la band più citata: oltre ai componenti del gruppo (John Frusciante, Flea, Anthony Kiedis e Hillel Slovak) ci sono gli album Blood Sugar Sex Magik, Mother's Milk e Holland 1991; le canzoni Under the Bridge e Behind the Sun. 
Frequenti sono i Pogues di Shane MacGowan con The Sunnyside of the Street e Sayonara; i Sex Pistols con l'album Never Mind the Bollockse le canzoni Anarchy in the U.K., God Save the Queen e No Feelings, Johnny Rotten e Sid Vicious (e la sua My Way); i Cure (How Beautiful You Are, Friday I'm in Love), i Police (Reggatta De Blanc, Outlandos d'Amour, Synchronicity, Zenyatta Mondatta, Ghost in the Machine), gli Smiths (l'album The Queen Is Dead e i brani There Is a Light That Never Goes Out e Bigmouth Strikes Again), i Clash (l'album The Singles e le canzoni White Man in Hammersmith Palais, London Calling, White Riot e Clash City Rockers), i Beatles (Happiness Is a Warm Gun), Jimi Hendrix (Foxy Lady), i Tesla (Love Song), Edie Brickell (Circle e A Hard Rain's A-Gonna Fall), i Doors (Waiting for the Sun), i Dire Straits (Tunnel of Love), i Led Zeppelin (Dazed and Confused), i Dead Kennedys (Holiday in Cambodia), Bob Marley & The Wailers (Live!). Inoltre sono menzionati Peter Gabriel e i Genesis, i Ramones e Dee Dee Ramone. Inoltre sono menzionati i Pink Floyd, i Pixies, gli Urban Dance Squad, i Rollins Band, i R.E.M., i Madness, gli Specials, i Negu Gorriak, gli Sham 69, i Raw Power, gli Housemartins, gli Snap!, i Blues Brothers, i Pet Shop Boys, Joan Armatrading e Lionel Ritchie.
Tra gli italiani figurano Vasco Rossi (Fegato, fegato spappolato, Domenica lunatica, Siamo solo noi e Ti voglio bene, Lunedì e Albachiara), gli Splatterpink di Diego D'Agata, i New Hyronja di Claudio Severi, i Diaframma di Federico Fiumani (Libra), Lucio Battisti e Luca Carboni. Inoltre viene riformulato il testo della canzone di Elio e le Storie Tese Il vitello dai piedi di balsa e viene menzionata O sole mio.

### Cinema e televisione
Nel libro vengono citati Arancia meccanica di Stanley Kubrick, Taxi Driver e Toro scatenato con Robert De Niro, Mediterraneo con Diego Abatantuono e Claudio Bisio, Rocky IV con Sylvester Stallone, Il portaborse con Nanni Moretti e Il buono, il brutto e il cattivo con Lee Van Cleef; inoltre I guerrieri della notte, I tre amigos!, Il mio amico scongelato, Fa' la cosa giusta, Via col vento, La valle dell'Eden, Gioventù bruciata,  Il gigante e Mery per sempre.
Sono citati i nomi dei registi Woody Allen, Francis Ford Coppola, Paul Verhoeven, Louis Malle, Francesca Archibugi, Marco Ferreri, Dino Risi, Federico Fellini, Oliver Stone, Aki Kaurismäki, Akira Kurosawa e degli attori Peter Sellers, Louis de Funès, Jean Gabin, Marlon Brando, Jack Nicholson, Edwige Fenech, Alvaro Vitali, Tom Cruise, Marky Mark.
Infine ci sono i cartoni animati Heidi e Bambi e i personaggi immaginari Fantozzi, Richard Cunningham di Happy Days, Hulk (interpretato da Lou Ferrigno), Superman, Zorro, Goldrake e Sandokan.

## Premi e riconoscimenti
- 1995 – Premio Campiello[10]
  - Finalista (vincitore Premio Selezione Campiello)
- 1995 – Premio Bergamo[11]
  - Vincitore
- 1996 – Premio Fregene[14]
  - Vincitore sezione Narrativa giovani, Opera prima

## Adattamenti cinematografici
- Jack Frusciante è uscito dal gruppo (1996) diretto da Enza Negroni, con Stefano Accorsi e Violante Placido.[26]

## Edizioni
Edizioni italiane
- Enrico Brizzi, Jack Frusciante è uscito dal gruppo, collana CO|DA, Ancona, Transeuropa, 1994, ISBN 88-7828-057-7.
- Enrico Brizzi, Jack Frusciante è uscito dal gruppo, collana Romanzi e Racconti, Milano, Baldini&Castoldi, 1995, ISBN 88-8089-051-4.
- Enrico Brizzi, Jack Frusciante è uscito dal gruppo, Milano, Club degli Editori, 1995, ISBN non esistente.
- Enrico Brizzi, Jack Frusciante è uscito dal gruppo, collana Tascabili, Milano, Baldini&Castoldi, 1996, ISBN 88-8089-190-1.
- Enrico Brizzi, Jack Frusciante è uscito dal gruppo, collana I miti, Milano, Arnoldo Mondadori Editore, 1996, ISBN 88-04-41995-4.
- Enrico Brizzi, Jack Frusciante è uscito dal gruppo, Trezzano sul Naviglio, Euroclub, 1996, ISBN non esistente.
- Enrico Brizzi, Jack Frusciante è uscito dal gruppo, collana Nuova Officina, Milano, Nuova Omicron, 1997, ISBN 88-86680-29-5.
- Enrico Brizzi, Jack Frusciante è uscito dal gruppo, collana I Nani. Vita sentimentale, Milano, Baldini&Castoldi, 1997, ISBN 88-8089-190-1.
- Enrico Brizzi, Jack Frusciante è uscito dal gruppo, collana I Nani. Vita sentimentale, Milano, Baldini&Castoldi, 1997, ISBN 88-8089-190-1.[N 1]
- Enrico Brizzi, Jack Frusciante è uscito dal gruppo, collana Miti Collection, Novara, Arnoldo Mondadori Editore-DeAgostini, 1998, ISBN non esistente.
- Enrico Brizzi, Jack Frusciante è uscito dal gruppo, collana I Nani, Milano, Baldini&Castoldi, 2002, ISBN 88-8490-191-X.
- Enrico Brizzi, Jack Frusciante è uscito dal gruppo, collana Supernani, Milano, Baldini Castoldi Dalai, 2003, ISBN 88-8490-491-9.
- Enrico Brizzi, Jack Frusciante è uscito dal gruppo, collana Romanzi e Racconti, Milano, Baldini Castoldi Dalai, 2004, ISBN 88-8490-589-3.[N 2]
- Enrico Brizzi, Jack Frusciante è uscito dal gruppo, collana Gnomi, Milano, Baldini Castoldi Dalai, 2004, ISBN 88-8490-646-6.

- Enrico Brizzi, Jack Frusciante è uscito dal gruppo, collana Romanzi e Racconti, Milano, Baldini Castoldi Dalai, 2005, ISBN 88-8490-827-2. Parte di  Jack Frusciante è uscito dal gruppo; Bastogne; Tre ragazzi immaginari; Elogio di Oscar Firmian e del suo impeccabile stile, Milano, Baldini Castoldi Dalai, 2005, ISBN 88-8490-839-6.
- Enrico Brizzi, Jack Frusciante è uscito dal gruppo, collana Supernani, Milano, Baldini Castoldi Dalai, 2006, ISBN 88-8490-941-4.
- Enrico Brizzi, Jack Frusciante è uscito dal gruppo, collana 10 e lode, Milano, Dalai, 2011, ISBN 978-88-6620-225-7.
- Enrico Brizzi, Jack Frusciante è uscito dal gruppo, collana I tascabili, Milano, Baldini&Castoldi, 2013, ISBN 978-88-6852-014-4.
- Enrico Brizzi, Jack Frusciante è uscito dal gruppo, collana Oscar Contemporanea, Arnoldo Mondadori Editore, 2016, ISBN 978-88-04-66067-5.
- Enrico Brizzi, Jack Frusciante è uscito dal gruppo, collana 900 italiano, Arnoldo Mondadori Editore, 2016, ISBN non esistente.
- Enrico Brizzi, Jack Frusciante è uscito dal gruppo, collana Oscar 451, Arnoldo Mondadori Editore, 2017, ISBN 978-88-04-68509-8.
- Enrico Brizzi, Jack Frusciante è uscito dal gruppo, collana Oscar 451, Arnoldo Mondadori Editore, 2019, ISBN 978-88-04-72157-4.[N 3]
- Enrico Brizzi, Jack Frusciante è uscito dal gruppo, Arnoldo Mondadori Editore, 2020, ISBN 978-88-04-72593-0.[N 4]
- Enrico Brizzi, Jack Frusciante è uscito dal gruppo, Arnoldo Mondadori Editore, 2020, ISBN 978-88-04-72967-9.[N 5]
- Enrico Brizzi, Jack Frusciante è uscito dal gruppo, Arnoldo Mondadori Editore, 2021, ISBN 978-88-04-72593-0.[N 6]
- Enrico Brizzi, Jack Frusciante è uscito dal gruppo, collana Oscar Bestsellers, Arnoldo Mondadori Editore, 2024, ISBN 978-88-04-79537-7.

Traduzioni
- (DA)  Jack Frusciante er gået solo, Copenaghen, Gylendal, 1996.
- (DE)  Ein Verdammt Starker Abgang[N 7], Monaco di Baviera, Goldmann, 1996.
- (NL)  Jack Frusciante haakt af, Amsterdam, De Bezijge Bij, 1996.
- (ES)  Jack Frusciante se fue del grupo, Buenos Aires, Alfaguara, 1997.
- (HR)  Jack Frusciante je izašao iz grupe, Zagabria, Sysprint, 1997.
- (FR)  Jack Frusciante a largué le groupe, Parigi, Editions du Seuil, 1997.
- (NO)  Jack Frusciante gikk ut av gruppa, Oslo, Ex Libris, 1997.
- (PT)  Jack Frusciante saiu do grupo, Lisbona, Relógio D'Água, 1997.
- (ES)  Jack Frusciante ha dejado el grupo, Barcelona, Anagrama, 1997; Madrid, Nocturna, 2020.
- (EN)  Jack Frusciante has left the band, New York, Grove Press, 1997.

- (EN)  Jack Frusciante has left the band, Londra, Harper Collins, 1996; Londra, Flamingo, 1998.
- (TR)  Dikbaşlılar[N 8], Istanbul, Can Yayınları, 1997.
- (KO)  잭 프루시안테가 그릅을 탈퇴하다?, Jaek Peurusi-antega geureub-eul taltoehadaLR, Seul, KoreaOne Press, 1997.
- (JA)  狂った日曜日 俺たち二人 (Kurutta nichiyōbi oretachi futari?)[N 9], Yokohama, Chisato, 1997; Bunkyo, Kōdansha, 1997.
- Israele[27]: Tel Aviv, Babel Publishers, 1998.
- (HU)  Jack Frusciante otthagyta a bandát, Budapest, Európa, 1999.
- (SL)  Jack Frusciante je zapustil skupino, Lubiana, Cankarjeva založba, 1999.
- (EL)  Μικρή ροκ ερωτική ιστορία?, Mikrí rok erotikí istoríaEL[N 10], Atene, Patakis, 2000.
- (PL)  Jack Frusciante opuszcza grupę, Poznań, Dolnośląskie, 2004.

Ebook
- Enrico Brizzi, Jack Frusciante è uscito dal gruppo, Milano, Dalai (“Super Nani”), 2011, formato EPUB, ISBN 978-88-6073-798-4.
- Enrico Brizzi, Jack Frusciante è uscito dal gruppo, Milano, Baldini&Castoldi, 2013, formato EPUB, ISBN 978-88-6865-100-8.
- Enrico Brizzi, Jack Frusciante è uscito dal gruppo, Milano, Mondadori, 2016, formato EPUB, ISBN 978-88-5207-333-5.
- Enrico Brizzi, Jack Frusciante è uscito dal gruppo, Milano, Mondadori, 2016, formato Kindle, ASIN B01E0ONJE0.

Audiolibri
- Enrico Brizzi, Jack Frusciante è uscito dal gruppo, letto da Maria Grazia Ogris Luzi, Feltre, Centro Internazionale del Libro Parlato, 2009, ISBN non esistente.
- Enrico Brizzi, Jack Frusciante è uscito dal gruppo, letto da Luisa Volpon, Feltre, Centro Internazionale del Libro Parlato, 2019, ISBN non esistente.
- Enrico Brizzi, Jack Frusciante è uscito dal gruppo, letto da Mattia Bassan, Padova, GOODmood, 2020, ISBN 978-88-7157-122-5.